# Пробовідбирач маятниковий

Пробовідбирач маятниковий рос. пробоотборник маятниковый, англ. tilting-box sampler, нім. Pendel-Probe(ent)nahmegerät n – пробовідбирач, призначений для відбору проб матеріалу крупністю до 150 – 300 мм і будь-якою вологістю безпосередньо зі стрічкових конвеєрів без вирівнювання стрічки. Робочий орган – маятниковий механізм.
Пробовідбирач (рис.) складається зі зварної рами, на якій закріплена маятникова штанга 4 зі скреперним відсікачем проб 3 і приводів дугового і вертикального переміщення. Принцип дії маятникового пробовідбирача полягає у згрібанні через визначені проміжки часу зі стрічки конвеєра порції за допомогою відкритого спереду і знизу скреперного ковша. При робочому ході ківш знаходиться в нижньому положенні, за допомогою механізму дугового переміщення рухається за траєкторією відповідною радіусу кривизни стрічки конвеєра. При цьому скрепер знімає з конвеєра стрічку матеріалу (точкову пробу). При зворотному ході механізмом вертикального переміщення скреперний ківш піднімається угору і над потоком матеріалу повертається у вихідне положення. Маятникові пробовідбирачі функціонують у автоматичному режимі. 

## Див.також
- Пробовідбирач баровий
- Пробовідбирач глибинний
- Пробовідбирач донний
- Пробовідбирач ківшевий
- Пробовідбирач лотковий
- Пробовідбирач скреперний
- Пробовідбирач у нафтовій геології
- Пробовідбирач щілинний